# 厄尼剖斯谷
厄尼剖斯谷（Enipeus Vallis）是火星北半球的一条古老河谷，其中心坐标为北纬37度、东经267度，位于大火山亚拔山和滕比高地高原之间的阿耳卡狄亚区（MC-3）。河谷沿着一条平缓蜿蜒、南北走向的路径绵延约357公里（222英里），它很可能是一条大约形成于37亿年前的早期赫斯珀里亚纪（或晚诺亚纪）时期的古河道。
该河谷是以希腊色萨利一条河流名命名，厄尼剖斯也是古典神话中河神的名字。1991年，国际天文学联合会正式采用了厄尼剖斯谷这一名称。“瓦利斯”（Vallis）是拉丁语谷道的意思。

## 概述
厄尼剖斯谷被测绘为河谷系统，河谷系统是火星上河谷的分支系统，表面类似于地球上的河流流域。它们在火星赤道和南部高地分布极为密集，但在北半球则不太常见 。大多数河谷系统被认为是由流水所形成，尽管对水的主要来源（融冰、降雨、泉水）仍存有争议。
厄尼剖斯谷是一条单一的主干河谷，没有大型支流。河谷在靠近北纬33.6度的最南端最宽（约10公里或6.2英里），并迅速向北逐渐收窄变细，大部分谷道保持3至5公里（1.9至3.1英里）的规则宽度。在北纬39.7度以上地区，河谷开阔，流域特征变得不完整且模糊。在该区域北部，一条稍显和缓的河谷段继续向西北方向延伸，从北纬40.5度一直绵延至北纬42.5度左右（洛伯里陨击坑西北），并局部被撞击坑的喷出物和年轻的（亚马逊纪）平原物质掩埋，这一北部河谷段逐渐消失在坦塔罗斯槽沟群狭窄的地堑中。
河谷谷底的海拔范围从南部高于基准面（火星“海”平面）以上885米（2904英尺）到北部100米（330英尺）或以下，其中北段部分开始失去其定义。河谷横截面则从U形转变至矩形，深度为20至50米（66至164英尺）。在南部，厄尼剖斯谷沿两侧有高达20米（66英尺）堤坝状的山脊，但局部被周围平原的熔岩流冲破。
在某些地方，沿谷底可看到内部河道。在大约北纬36度处，这些河道形成成吻合型结构（编织状）；在南部河谷中段附近，河谷分为数条分支，然后重新汇合形成菱形岛屿，沿谷底可常到微弱的纵向条痕和流线型侵蚀底床（见图集）。
在河流地貌中，对术语溪谷和水道进行了区分。溪谷是宽阔、绵长的洼地，而溪流本身则在溪谷中间的水道内流动。溪谷通常分布有许多水道。水道总是比包含它们的溪谷窄、浅得多，水道中的水永远无法溢满整条溪谷。
在讨论火星上可能的河流起源特征时，这种区别很重要。虽然厄尼剖斯谷在此被描述为一条河谷，但它具有许多典型的河道特征，包括河床形态、流线型特征、U 形剖面和堤坝沉积物等，这些总是与河道而非河谷相关联。厄尼剖斯谷除了宽度较小和常见的蜿蜒特征外，还有类似火星巨大溢出河道的特征，由大规模灾难性洪水爆发所形成的真正河道。像厄尼剖斯谷这种显示出河谷系统和溢出河道特征的河流地貌，在火星上相对普遍（如马丁谷），表明火星上的河流侵蚀与地球相比具有独特的起源和演化过程。

## 区域地质
厄尼剖斯谷位于滕比-玛莱奥提斯区内滕比高地高原的西部边缘，该地区分布于一处宽阔的地形架上，东西两侧分别以更高的滕比高地和亚拔山为界，并以0.3度或更小的坡度平缓向北倾斜。该地区的特点是分布有大量的熔岩流、低矮火山盾和小穹丘，它们是滕比火山区的一部分，属于塔尔西斯山群火山链向东北方的延伸。虽然在空间上与大型塔尔西斯火山有关，但滕比火山区的火山活动具有不同的喷发方式，被比作在爱达荷蛇河平原所看到的玄武岩平原火山活动。这类火山活动介于高原洪流玄武岩和夏威夷式火山活动之间。
该地区被许多东北走向的地堑横断，这些地堑构成了滕比、玛莱奥提斯和坦塔罗斯槽沟群的一部分，这些不同年龄的裂缝系统，从塔尔西斯隆起处呈放射状向外分布。厄尼剖斯谷以西地区的特点是以赫斯珀里亚纪年代的亚拔山火山流为主，而东侧地区则由诺亚纪年代的裂隙和阶地高原所组成。在诺亚纪末期，这些高地地层经历了河流侵蚀和表面重塑，厄尼剖斯谷可能就是在这一河流作用期所形成。

## 图集

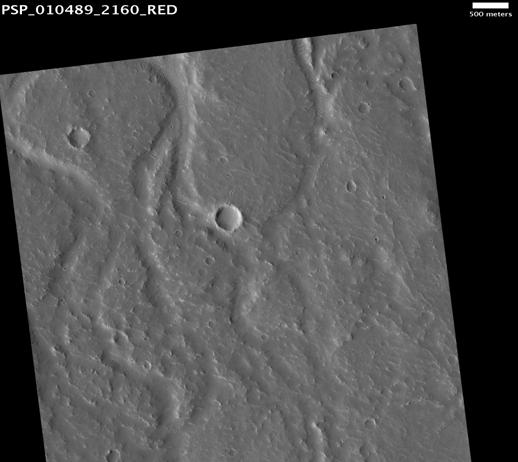
高分辨率成像科学设备显示厄尼剖斯谷在北纬35.9度、东经67处的吻合型河道。

## 另请查看
- 火星地质
- 高分辨率成像科学设备
- 溢出河道
- 河谷系统
- 火星水文